# Ranuce Farnèse (1390-1450)
Ranuce Farnèse dit le Vieux, (Ischia vers 1390-Ischia 2 juillet 1450), il est seigneur de Montalto di Castro, Latera, Farnese, Ischia, Valentano et Cellere, sénateur de Rome d'avril 1419, seigneur de Piansano à partir de 1422 et capitaine de l'armée pontificale.

## Racine desFarnèse
Ranuce peut sûrement être considéré comme le fondateur de la fortune des Farnèse : il comprend que le temps des exploits militaires est fini et que pour améliorer le statut de la famille, un rapprochement vers la cour papale est nécessaire ainsi que l'entrée dans le cercle des grandes familles romaines. Sans jamais laisser la citoyenneté d'Orvieto et suivant les traces de ses ancêtres, il offre ses services à la république de Sienne qui est en lutte avec le comte de Pitigliano.
En 1408, le père Pierre Farnèse devient capitaine général de Sienne et le veut comme lieutenant. En 1416, la ville le nomme capitaine général et il la remercie en battant en peu de temps les Orsini. En 1419, le pape Martin V, pour lui montrer la bienveillance de l'Église, l'élève au rang de sénateur de Rome, il lui confirme les bénéfices dont la famille jouit. Toujours aux environs de 1419, Ranuce épouse Agnese Monaldeschi de la Cervara, fille de Angelo Monaldeschi, patricien d'Orvieto. En 1422, il obtient la moitié du comté de Tessennano et les terres de Piansano avec pour seule obligation d'envoyer au camerlingue, chaque année, 10 livres de cire blanche. Le soutien militaire à l'Église continue, apportant de plus grand profit sous le pontificat de Eugène IV, successeur de Martin V.

## Ascension
Ranuce se met au service du pape Eugène IV avec 600 cavaliers et 100 fantassins et au lieu de se retirer en raison des paiements irréguliers, il laisse accumuler les arriérés de sorte qu'en peu de temps, il devient le banquier de l'Église. Profitant de la situation, il demande, à titre de garantie, châteaux, forteresses et territoires voisins des siens, assurant la défense et recueillant les impôts au nom de la Chambre apostolique. Avec de telles méthodes, il réussit toujours à augmenter ses troupes ainsi que le prix de ses services.
À partir de 1431, année durant laquelle il devient vicaire perpétuel des terres de Valentano et Latera, c'est une succession de concession de bénéfices : il reçoit pour cinq ans Marta, avec la clause que si après cette période, la Chambre Apostolique ne l'a pas rachetée, elle lui appartiendra ; avec la même méthode, en 1434, il obtient les insignes de la Rose d'or; en 1435 la moitié des terres de Canino, Gradoli et Badia del Ponte lui sont concédées en sa qualité de vicaire ainsi qu'à ses descendants jusqu'à la troisième génération; enfin, en 1436, il obtient le château de Cassano dans le diocèse de Toscanella et il acquiert le château de Capodimonte.
Le nouveau pape Nicolas V met fin aux guerres et décide de congédier ses condottieri, parmi lesquels Ranuce Farnèse. La Chambre apostolique décide de lui remettre les 9 000 florins en contrepartie de Montalto di Castro qui lui a été donnée en garantie. Ranuce meurt en juillet 1450 et se fait ensevelir dans le tombeau construit l'année précédente sur l'île Bisentina.

## Descendance de Ranuce
De l'union entre Ranuce et Agnese naissent 12 enfants :
- Gabriel François (Gabriele Francesco), destiné à poursuivre les fastes militaires de la famille, sa lignée s'éteint à la troisième génération.
- Angelo, capitaine de l'armée pontificale.
- Pierre Louis senior (Pier Luigi seniore), seigneur de Montalto, qui donne la lignée des Farnèse.
- Pierre (Pietro), capitaine de l'armée de la commune d'Orvieto.
- Catherine (Caterina), probablement morte jeune.
- Violante, probablement morte jeune.
- Agnese, épouse en 1443 Paolo Savelli, seigneur de Rignano.
- Lucrèce (Lucrezia) (1430-1487), épouse en 1445 François de l'Anguillara, comte de Anguillara Sabazia, seigneur de Vetralla, Giove et Viano.
- Eugénie (Eugenia), épouse en 1455 Stefanello Colonna, seigneur de Palestrina, Castelnuovo, San Cesareo et Genazzano.
- Pentasilea, épouse Costantino de Ruggiero Contranieri, patricien de Pérouse.
- Françoise (Francesca), épouse Gentile Monaldeschi de la Cervara, comte de Castiglione, patricien d'Orvieto.
- Julie (Giulia) (?-Rome, 1511).

## Sources
- (it) Cet article est partiellement ou en totalité issu de l’article de Wikipédia en italien intitulé « Ranuccio Farnese il Vecchio » (voir la liste des auteurs).